# ジョセフ・アシュブルック
ジョセフ・アシュブルック（Joseph Ashbrook, 1918年4月4日 - 1980年8月4日）は、アメリカ合衆国の天文学者である。

## 生涯
アシュブルックは、ペンシルベニア州フィラデルフィアで生まれた。1947年にハーバード大学で博士号を取り、1946年から1950年までイェール大学で、1950年から1963年までハーバード大学で教壇に立った。1953年からスカイ&テレスコープ誌で働き始め、1954年から1980年まで"Astronomical Scrapbook"というコラムを連載した。1964年からは雑誌の編集も始めた。

## 研究
アシュブルックは、銀河までの距離を評価するための道具として、ケフェイド変光星を最初に使い始めた研究者の1人である。彼は、長い間、アメリカ変光星観測者協会に所属していた。
彼は、過去1世紀の古い観測記録を検討し、火星の自転周期を数ミリ秒以内という非常に正確な値で決定した。
1956年には、シリル・ジャクソンと、周期彗星アシュブルック・ジャクソン彗星を共同発見した。

## 名誉
- アメリカ天文学会及び国際天文学連合の会員であった。
- 月のクレーターアシュブルックは、彼の名前にちなんで命名された。
- 小惑星アシュブルックは、彼の名前にちなんで命名された[1]。

### 死亡記事
- JAAVSO 9 (1980) 43
- Sky and Telescope 60 (1980) 281